# Вихула
Вихула (эст. Vihula ) — бывшая волость в Эстонии в составе уезда Ляэне-Вирумаа.

## Положение
Площадь волости — 364,91 км², численность населения на  1 января 2010 года составляла 2009 человек.
Административный центр волости — посёлок Вызу. Помимо этого, на территории волости находятся ещё 52 деревни.
Большая часть территории волости находится на землях Лахемааского национального парка. К территории волости также относится остров Вайндло, являясь её крайней северной точкой.